# Kanton Château-Renard
Der Kanton Château-Renard war von 1790 bis 2015 ein französischer Wahlkreis im Arrondissement Montargis, im Département Loiret und in der Region Centre-Val de Loire; sein Hauptort war Château-Renard.
Die Gebietsreformen der Jahre 1926 und 1942 haben den Kanton Château-Renard nicht berührt. Allerdings hieß er bis zum 19. November 1998 Kanton Châteaurenard; die Änderung der Schreibweise beruht auf der Änderung der Schreibweise des Namens seines Hauptortes.

## Gemeinden
Der Kanton umfasste Wahlberechtigte aus zehn Gemeinden:
| Gemeinde               | Einwohner Jahr | Fläche km² | Bevölkerungsdichte | Code INSEE | Postleitzahl |
| ---------------------- | -------------- | ---------- | ------------------ | ---------- | ------------ |
| Château-Renard         | 2239 (2013)    | –          | – Einw./km²        | 45083      | 45220        |
| Chuelles               | 1167 (2013)    | –          | – Einw./km²        | 45097      | 45220        |
| Douchy                 | 1047 (2013)    | –          | – Einw./km²        | 45129      | 45220        |
| Gy-les-Nonains         | 662 (2013)     | –          | – Einw./km²        | 45165      | 45220        |
| Melleroy               | 509 (2013)     | –          | – Einw./km²        | 45199      | 45220        |
| Montcorbon             | 463 (2013)     | –          | – Einw./km²        | 45211      | 45220        |
| Saint-Firmin-des-Bois  | 500 (2013)     | –          | – Einw./km²        | 45275      | 45220        |
| Saint-Germain-des-Prés | 1866 (2013)    | –          | – Einw./km²        | 45279      | 45220        |
| La Selle-en-Hermoy     | 830 (2013)     | –          | – Einw./km²        | 45306      | 45210        |
| Triguères              | 1332 (2013)    | –          | – Einw./km²        | 45329      | 45220        |